# Vadu Moldovei
Vadu Moldovei là một xã thuộc hạt Suceava, România. Dân số thời điểm năm 2002 là 7369 người.